# Priscilla Wakefield
Priscilla Wakefield, de soltera Priscilla Bell (Tottenham, enero de 1751-Ipswich, septiembre de 1832) fue una escritora, naturalista, activista social por los derechos de las mujeres y niñas, economista, filántropa y devota cuáquera inglesa. Fue ampliamente conocida por sus acciones filantrópicas, sus escritos de divulgación científica (especialmente de Botánica), por sus ideas feministas y por sus publicaciones morales e instructivas para la infancia.

## Biografía
Nació el 31 de enero de 1751 en Tottenham, por aquel entonces un pueblo de Middlesex al norte de Londres. Era la hija mayor (ocho niñas y dos niños) del matrimonio formado por Catherine Barclay y Daniel Bell de Stamford Hill.
Aunque era una ferviente cuáquera y por tanto se ajustaba a su práctica religiosa, no observaba sus estrictas restricciones con respecto a vestimenta y abstinencia de diversiones.
No fue a la universidad pero aprendió entre libros de economía moral, textos científicos y conversaciones cuáqueras. En un tiempo en que las mujeres no accedían al conocimiento matemático, estudió contabilidad, administración doméstica y economía de forma autodidacta.
Se casó en enero de 1771 con Edward Wakefield (1750-1826), un importante comerciante londinense. Tuvieron dos hijos, Edward y Daniel, y una hija, Isabella. Vivieron en Londres durante algunos años y regresaron a Tottenham tras el nacimiento de su descendencia. Su marido, Edward, no tuvo éxito en los negocios y perdió su riqueza a raíz de inversiones arriesgadas y juegos de azar. Todo ello complicó la vida familiar e hizo que Priscilla tuviera que encargarse de la búsqueda de recursos económicos.
La vida familiar estuvo marcada por matrimonios infelices, dificultades económicas y demandas judiciales, por lo que Priscilla a menudo tenía que hacerse cargo de sus nietos durante largos periodos. Estos problemas, la necesidad de asegurar el sustento familiar y su enorme compromiso con la justicia social (que no quería abandonar), pudieron afectar a su estabilidad emocional. En sus últimos años, estuvo internada en el hospital psiquiátrico de Whitmore House, en Hoxton, estancia que no le ayudó a mejorar su salud. También se vio afectada por problemas de audición, lo que le dificultaba la comunicación.
En 1813, se retiró a vivir con su hija Isabella en Ipswich. Allí murió el 12 de septiembre de 1832 y fue enterrada el 20 de septiembre del mismo año en el cementerio de la Sociedad Religiosa de los Amigos (cuáqueros) en la misma ciudad.
En su obituario en la revista The Gentleman's Magazine se pudo leer: mujer inteligente y benévola, en su vida privada, como hija, esposa, madre o abuela, la Sra. Wakefield fue ejemplar y su carácter, notablemente tranquilo y alegre.

### Trayectoria
Desde joven mostró una sensibilidad especial por la justicia social y una gran curiosidad por los temas científicos y educativos.

#### Activismo
Dedicó casi toda su vida a las reformas sociales. Participó activamente en la lucha contra la pobreza en Tottenham, centrándose especialmente en las organizaciones de caridad para mujeres y niñas. Promovió variados proyectos sociales entre los que se incluyeron escuelas y maternidades. Fundó la organización benéfica Lying-in Charity for Women. En 1792 cofundó la School of Industry, que enseñaba a las niñas a leer, escribir, coser, tejer y aritmética.

Soy la hija mayor de una familia muy numerosa y recibí mi educación bajo la supervisión de una madre excelente, a cuyo incesante cuidado y admirable ejemplo debo la base de todo mi mérito. Desde muy temprana edad, me inculcó el hábito de la laboriosidad y, siendo niña, me encargó que ayudara en la instrucción de mis hermanas menores. Me acostumbré así a interesarme por el desarrollo de la infancia y a observar su progreso intelectual.
Priscilla Wakefield, 1809

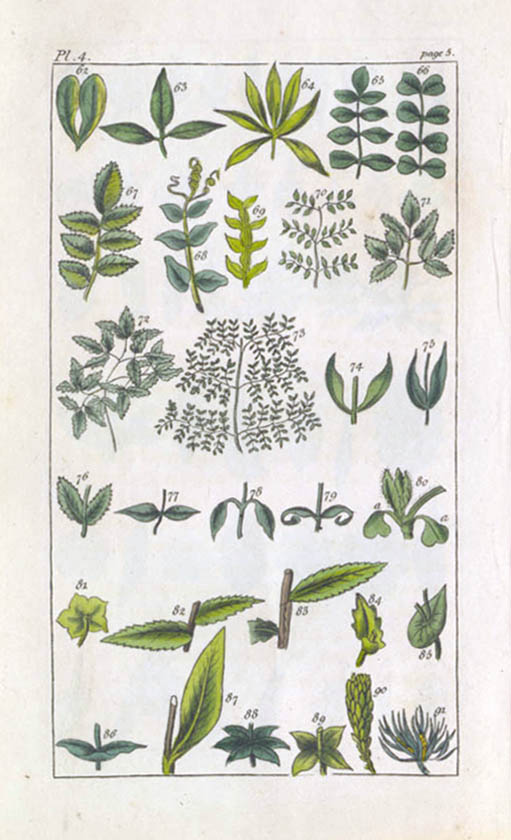
Ilustración de An introduction to Botany (1796), de Priscilla Wakefield

Era una mujer culta y apasionada por la educación y el aprendizaje. En una época en que la educación científica estaba reservada casi exclusivamente a los varones, hizo todo los posible por poner el conocimiento al alcance de las niñas y las mujeres, algo prácticamente inédito en el siglo XVIII. Obras como An Introduction to Botany (1796) o Mental Improvement: or the Beauties and Wonders of Nature and Art (1794) combinaban rigor y claridad, presentando conceptos científicos en forma de cartas o diálogos familiares. Su labor divulgadora fue fundamental para despertar vocaciones científicas femeninas.
Abogó por la emancipación económica de la mujer y se manifestó públicamente sobre los problemas políticos de la época y los temas de Ciencia, Historia y Geografía. Participó en las campañas lideradas por los cuáqueros para la abolición de la esclavitud y la reforma penitenciaria.
Fue la primera mujer que  desafió abiertamente el pensamiento clásico en economía. Cuestionó las ideas de Adam Smith por no integrar en su análisis el trabajo de las mujeres, tanto mercantil como doméstico, y por no abordar el tema de la exclusión de las mujeres de los trabajos mejor remunerados, lo cual las forzaba a vivir en la pobreza y ejercer la prostitución.

#### Filantropía
En 1791, fundó la Maternidad de Caridad para Mujeres que proporcionaba a las embarazadas pobres, unas 120 cada año, atención durante el parto y un suministro inicial de ropa blanca y ropa de bebé, además de una pequeña cantidad de dinero. Se financiaba mediante una suscripción anual y continuó su labor hasta el siglo XIX.
En 1798 fundó en Tottenham, la primera Caja de Ahorros de Inglaterra, conocida como The Penny Savings Bank. Contaba con instalaciones para que mujeres y niños ahorraran lo que pudieran de sus ingresos y pronto se convirtió en un lugar seguro y rentable para el ahorro. El ingreso de una suma mensual daba derecho a una pensión después de los 60 años y a dinero en caso de enfermedad. Se animaba a los niños y niñas a ahorrar un penique al mes para ropa y formación profesional. El éxito de estas Penny Savings Banks impulsó la expansión de establecimientos similares por todo el país. Finalmente, fueron nacionalizadas en 1865.

#### Publicaciones

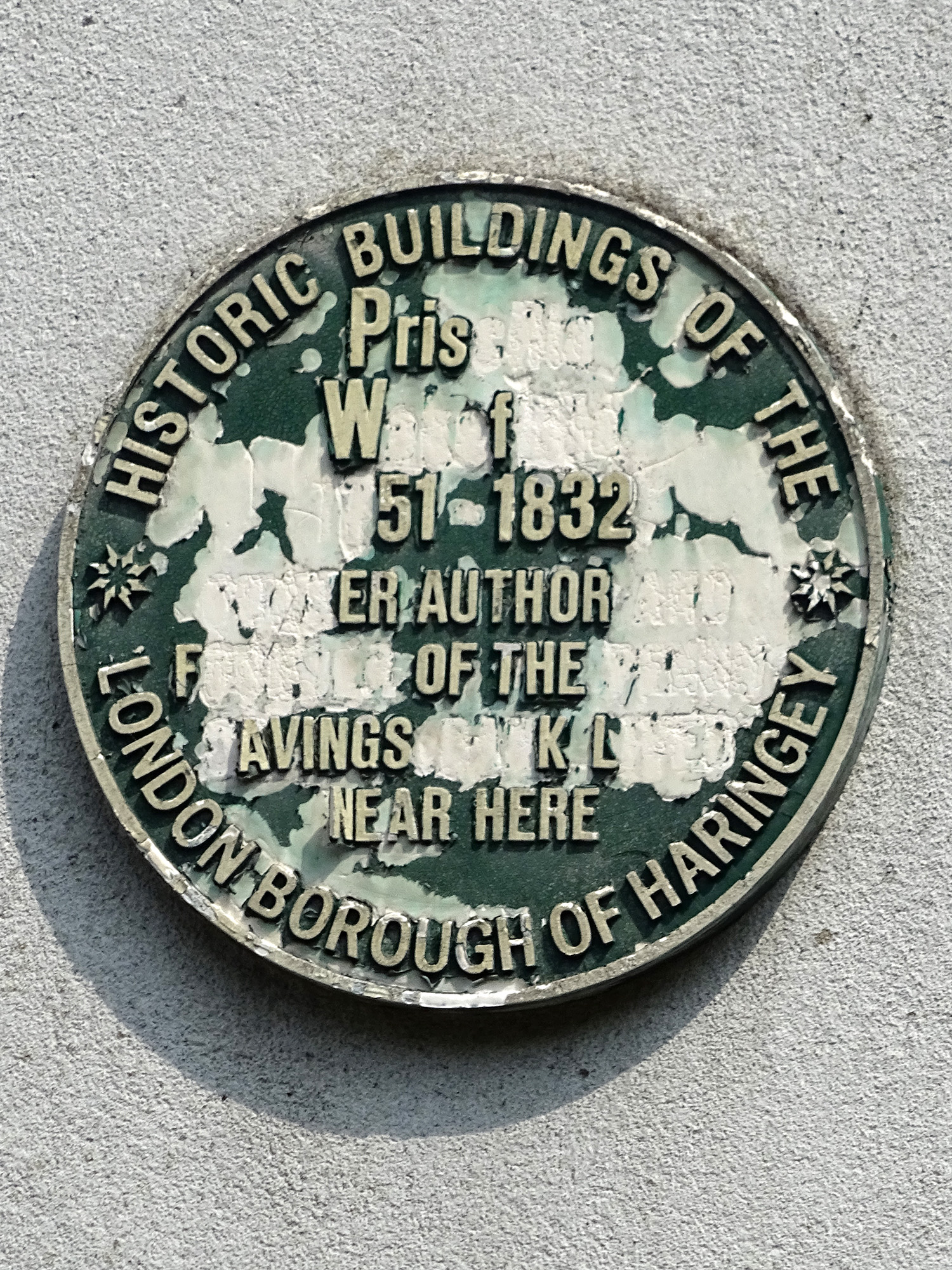
Placa dedicada a Priscilla Wakefield en Tottenham

Escribió su primer libro a los 43 años, cuando se hizo necesario para incrementar los ingresos familiares. Fue autora de 17 libros a lo largo de dos décadas, muchos de los cuales tuvieron varias ediciones tanto en Inglaterra como en el exterior. Las más numerosas fueron publicaciones infantiles y libros de viajes basados no en su propia experiencia sino en extensas investigaciones.
Además, abordó otros temas muy variados: escribió tanto sobre economía feminista como sobre cuestiones educativas o científicas, en particular sobre Botánica y otras facetas de la Historia natural, acerca de la esclavitud, de la desigualdad salarial entre hombres y mujeres o sobre la crueldad contra los animales.
En 1798 publicó Reflexión sobre la condición actual del sexo femenino; con sugerencias para su mejora, publicado por el editor Joseph Johnson. Aunque aborda cómo las mujeres pueden alcanzar la independencia económica, el libro sigue adoptando una visión tradicional de su papel en la sociedad: ella cree que una mejor educación para las mujeres las convertiría en mejores esposas, en lugar de defender la educación por sí misma.

## Reconocimientos
Hay una placa dedicada a la vida y obra de Priscilla Wakefield que se encuentra en High Cross, Tottenham, cerca del lugar donde nació. La residencia de ancianos Priscilla Wakefield House en Londres, lleva su nombre.